# Март (Техас)
Март (англ. Mart) — місто (англ. city) в США, в округах Макленнан і Лаймстоун штату Техас. Населення — 1748 осіб (2020).

## Географія
Март розташований за координатами 31°32′32″ пн. ш. 96°49′45″ зх. д. / 31.54222° пн. ш. 96.82917° зх. д. (31.542119, -96.829288).  За даними Бюро перепису населення США в 2010 році місто мало площу 3,41 км², з яких 3,41 км² — суходіл та 0,00 км² — водойми.

## Демографія
Згідно з переписом 2010 року, у місті мешкало 2209 осіб у 721 домогосподарстві у складі 470 родин. Густота населення становила 647 осіб/км².  Було 899 помешкань (263/км²).
Расовий склад населення:
| - 64,6 % — білих - 28,6 % — чорних або афроамериканців - 0,9 % — корінних американців - 0,3 % — азіатів - 4,3 % — осіб інших рас |

До двох чи більше рас належало 1,3 %. Частка іспаномовних становила 12,8 % від усіх жителів.
За віковим діапазоном населення розподілялося таким чином: 34,7 % — особи молодші 18 років, 50,9 % — особи у віці 18—64 років, 14,4 % — особи у віці 65 років та старші. Медіана віку мешканця становила 31,0 року. На 100 осіб жіночої статі у місті припадало 119,4 чоловіків;  на 100 жінок у віці від 18 років та старших — 89,7 чоловіків також старших 18 років.
Середній дохід на одне домашнє господарство  становив 47 315 доларів США (медіана — 33 726), а середній дохід на одну сім'ю — 57 095 доларів (медіана — 44 659). За межею бідності перебувало 27,4 % осіб, у тому числі 43,5 % дітей у віці до 18 років та 16,8 % осіб у віці 65 років та старших.
Цивільне працевлаштоване населення становило 732 особи. Основні галузі зайнятості: освіта, охорона здоров'я та соціальна допомога — 30,3 %, публічна адміністрація — 12,6 %, роздрібна торгівля — 9,0 %, виробництво — 8,7 %.